# Калинівські кринички
Калинівські кринички — ландшафтний заказник місцевого значення. Об'єкт розташований на території Ковельського району Волинської області, с. Калинівка, смт Люблинець.
Площа — 51,1000 га, статус отриманий у 2000 році.
Статус надано з метою охорони та збереження у природному стані болотного масиву, з якого бере початок р. Калинівка та три джерела з питної води.
У заказнику зростають: молінія блакитна (Molinia cocrulea), яглиця звичайна (Aegopodium podagraria), щучка дерниста (Deshampsia caespitosa), конюшина лучна (Trifolium pratense), валеріана дводомна (Valeriana officinalis), родовик лікарський (Sanguisorba officinalis), дягель лікарський (Angelica archangelica), гірчак зміїний (Persicaria bistorta), перстач прямостоячий (Potentilla erecta). На окраїнах болота ростуть свидина темно-червона (Swida sanguinea), бруслина бородавчаста (Euonymus verrucosa), ясен звичайний (Fraxinus excelsior), вільха чорна (Alnus glutinosa), різні види верб (Salix).

## Галерея

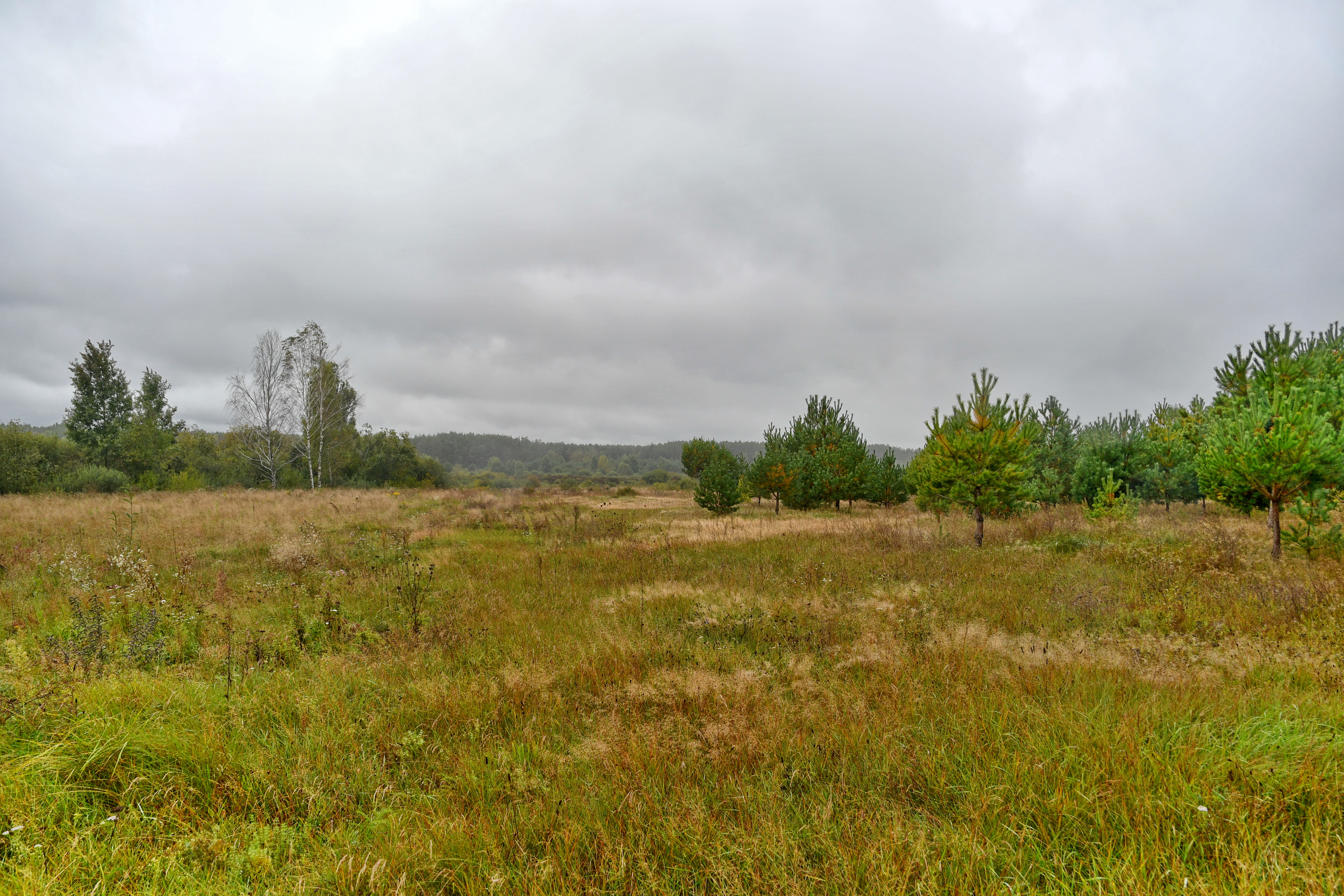
Вигляд з півдня
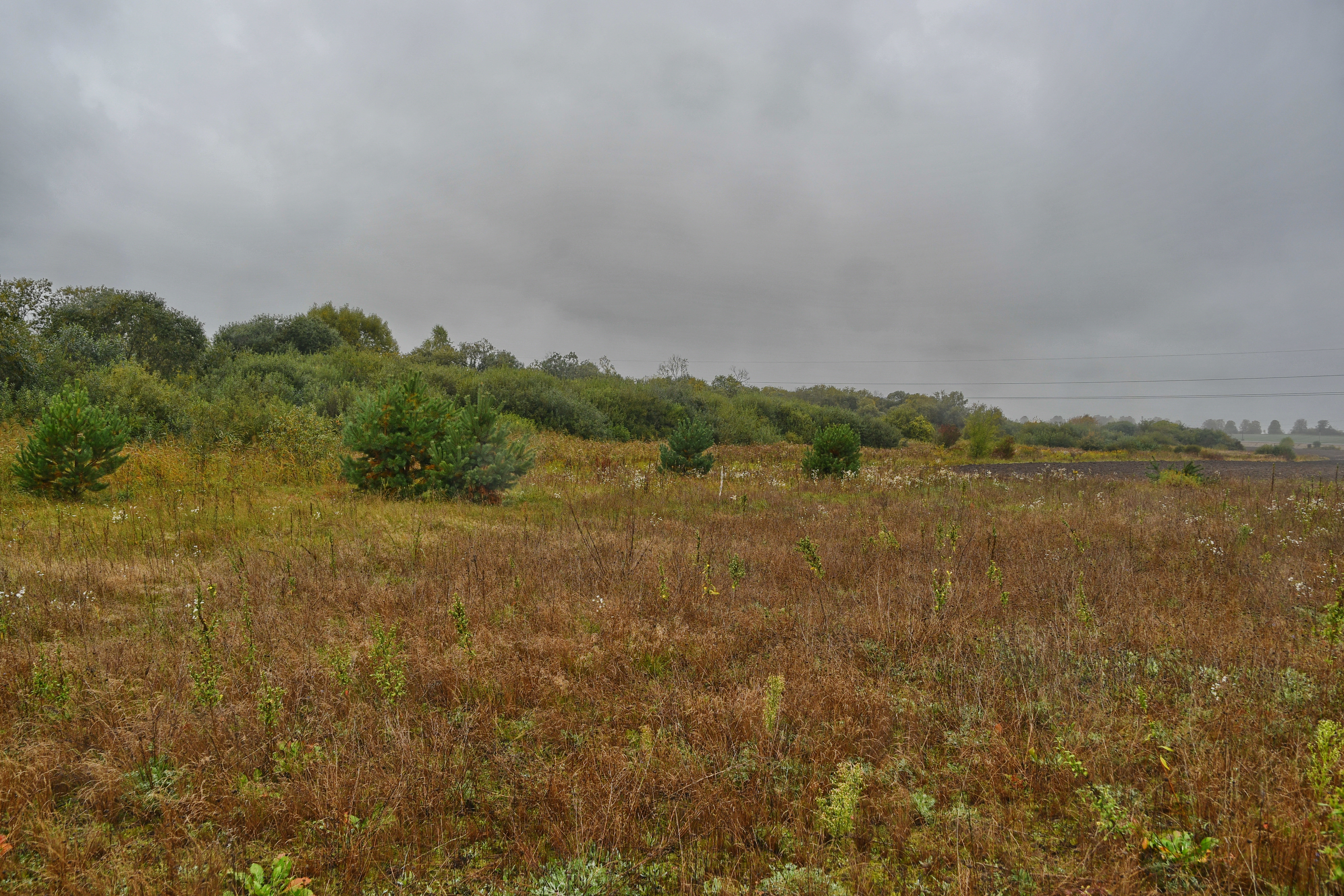
Вигляд зі сходу
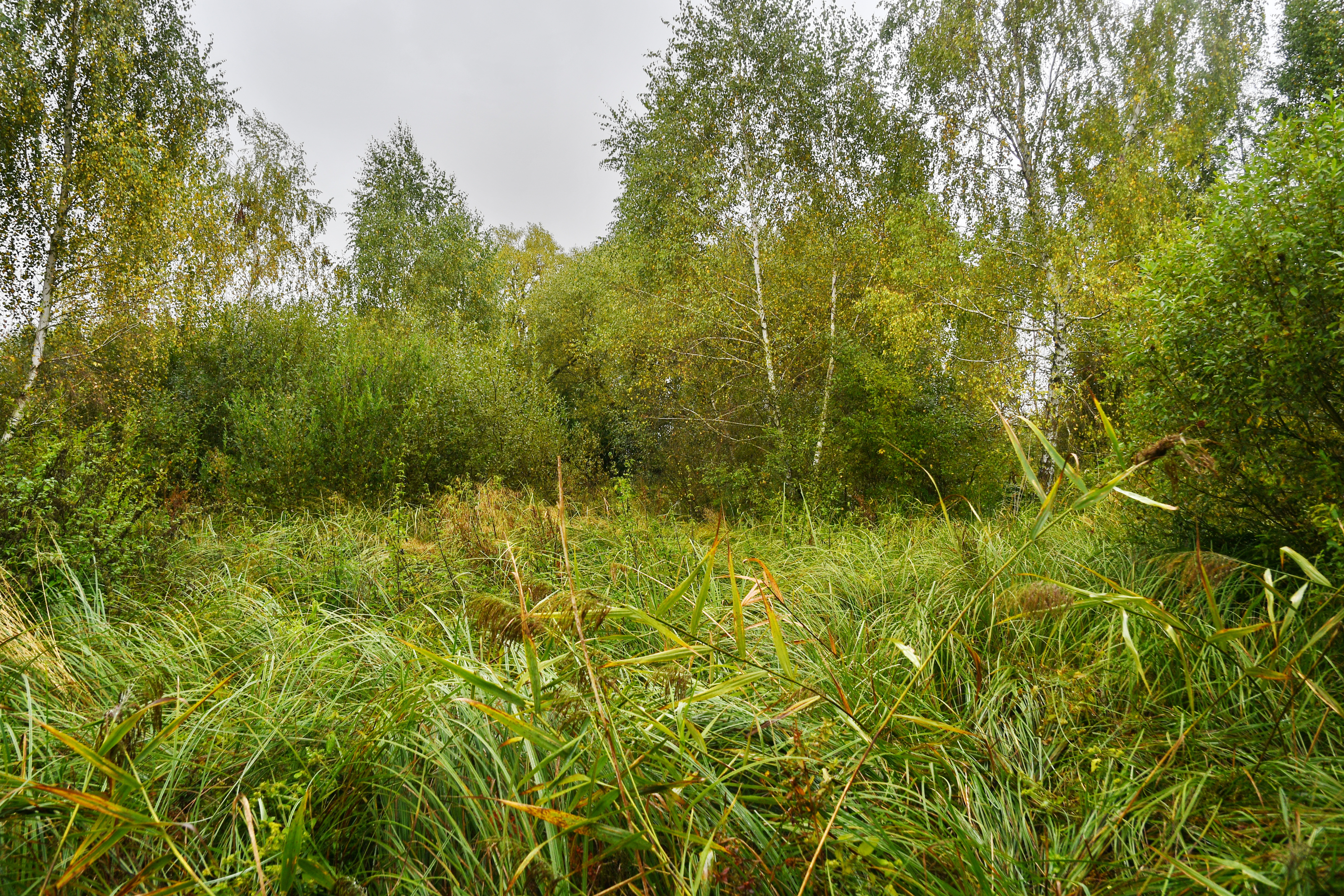
Вигляд з півночі